# Иверско-Софрониева пустынь
И́верско-Софро́ниева Пу́стынь — небольшой православный женский монастырь Нижегородской епархии Русской православной Церкви. Расположен в лесу, в семи километрах от села Ковакса Арзамасского района Нижегородской области.
Название пустыни происходит от имени местного подвижника старца Софрония (Смирнова), основавшего эту обитель и почившего в ней в 1921 году.

## Описание
Софрониева пустынь была основана в конце XIX века архимандритом Софронием (Смирновым), бывшим тогда настоятелем Арзамасской Высокогорской пустыни, в одной из лесных дач, принадлежавших монастырю.
Указом Духовной консистории от 16 ноября 1907 года архимандрит Софроний уволился на покой от должности настоятеля Высокогорской пустыни, и с начала 1908 года поселился в лесной глуши. Рядом со старцем поселились его четверо послушников, а немного поодаль был построен корпус с домовым храмом, где жили 12 девушек, в основном дочери его духовных чад, впоследствии принявшие иночество.
26 июля 1908 года состоялось освящение храма в честь Сошествия Иисуса Христа во ад.
После кончины старца в 1921 году, преосвященным епископом Арзамасским Михаилом здесь официально была образована Иверско-Софрониева община, в честь иконы Божией Матери «Иверская» и святителя Софрония, Патриарха Иерусалимского, которая просуществовала до закрытия большевиками в 1929 году.
В начале 1990-х годов усилиями жителей близлежащих сёл в бывшей обители началось возрождение. Старые покинутые дома разбирали и перевозили в бывшую пустынь. Были построены временная церковь, часовня, два дома, скотный двор, баня. Но монашеской общины в пустыни не сложилось, и к концу 1990-х процесс затих.
С конца 2001 года в Софрониевой Пустыни поселилась малая община сестёр во главе с протоиереем Владимиром Цветковым. В пустыни на тот момент проживало лишь несколько трудников-сторожей.
В декабре 2002 года из-за неисправности печных труб случился пожар, полностью сгорел молитвенный дом.
В 2003 году состоялась закладка нового храма обители. Бригадой мастеров из Санкт-Петербурга был поставлен деревянный сруб в русском стиле. Храм покрыли кровлей, установили два купола с крестами, сделали окна и приступили к внутренним работам.
12 июля 2008 года постановлением Священного синода Украинской православной церкви старец Софроний был канонизирован в числе семнадцати преподобных Святогорской Успенской лавры, где он начинал свой монашеский путь.
Недавно[когда?]

 закончено строительство храма-часовни над могилой преподобного Софрония.